# Tipula nigriscapa
Tipula nigriscapa är en tvåvingeart som beskrevs av Alexander 1946. Tipula nigriscapa ingår i släktet Tipula och familjen storharkrankar. Inga underarter finns listade i Catalogue of Life.